# Les Creus (el Catllar)
Les Creus és una muntanya de 188 metres que es troba entre els municipis del Catllar i la Secuita, a la comarca del Tarragonès.
Al cim s'hi troba un vèrtex geodèsic (referència 268135001).